# Irineu Popa

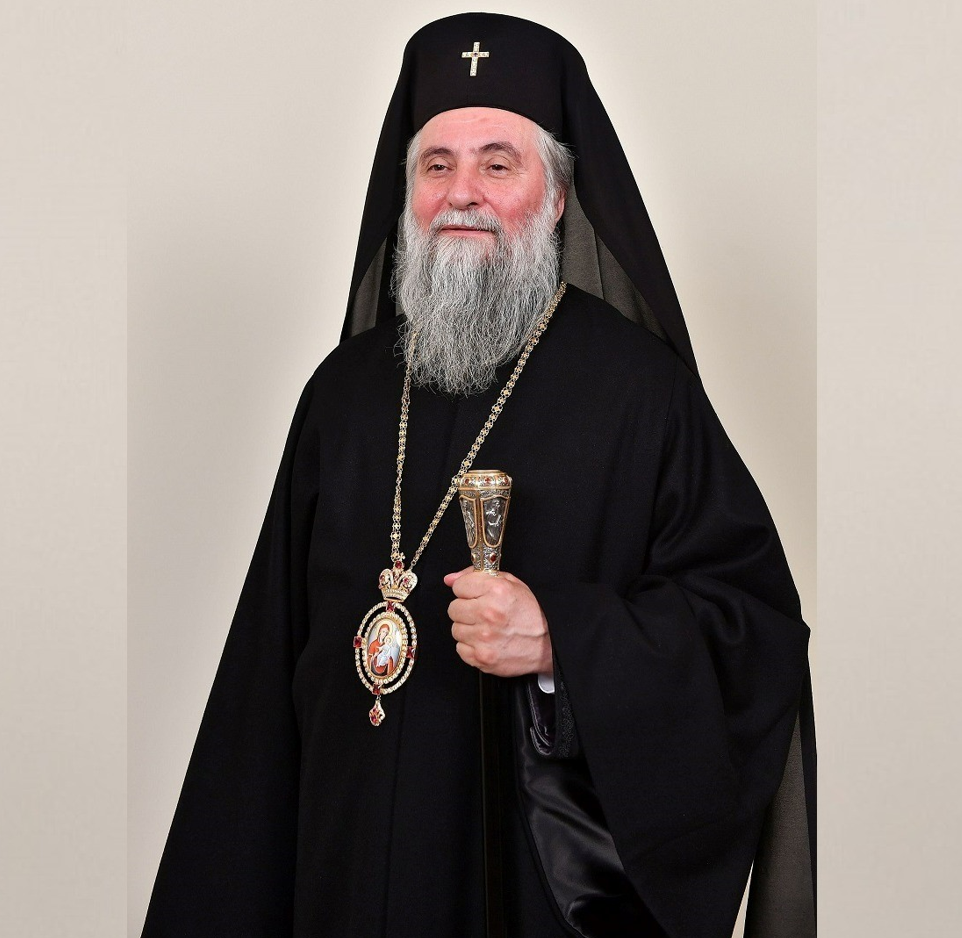
ÎPS Dr. Irineu, Arhiepiscopul Craiovei și Mitropolitul Olteniei

Irineu Popa (n. 16 noiembrie 1957, satul Spinu, comuna Perișani, județul Vâlcea) este un teolog ortodox român, membru al Sfântului Sinod al Bisericii Ortodoxe Române. După ce a fost timp de 17 ani arhiereu-vicar al Episcopiei Râmnicului, el a fost ales, la data de 8 iulie 2008, în demnitatea de arhiepiscop al Craiovei și mitropolit al Olteniei.
Din noiembrie 2010 este membru de onoare al Academiei Române.

## Studii
Irineu Popa s-a născut la data de 16 noiembrie 1957, în satul Spinu din comuna Perișani (județul Vâlcea), din părinții Gheorghe și Maria, primind la botez numele de Ioan. După absolvirea școlii în satul natal, în anul 1974, tânărul Ioan Popa a intrat ca frate la Mănăstirea Frăsinei. A urmat studii la Seminarul Teologic „Sf. Grigorie Teologul“ din Craiova (1975—1980) și la Institutul Teologic Universitar din București (1981—1985), obținând titlul de licențiat în teologie, cu teza Cunoașterea lui Dumnezeu și ideea de epectază la Sfântul Grigorie de Nyssa. După absolvirea facultății, a fost tuns în monahism la Mănăstirea Frăsinei în anul 1985, iar ulterior a fost hirotonit ierodiacon (1985) și ieromonah (1986).  
În anul 1985 a  făcut cursurile doctoratorale în specialitatea Patrologie la Institutul Teologic din București, cu dizertația Politica religioasă a împăratului Iustinian, avându-l coordonator științific pe Pr. prof. dr. Ștefan Alexe. După ce timp de un an (1986-1987) a urmat cursuri de limba și literatura franceză la Facultatea de Litere a Universității din Grenoble, și-a continuat pregătirea de doctorat în specialitatea Dogmatică la Institutul Teologic Ortodox „Saint Serge" din Paris (1987—1990), absolvind cursurile cu calificativul „magna cum laude“. În anul 1990, în urma susținerii tezei La Personne et la communion des personnes dans la theologie de Saint Basile le Grand, elaborată sub coordonarea științifică a Pr. prof. dr. Boris Bobrinskoy, i s-a conferit titlul de doctor în teologie.
În paralel, a urmat și cursuri de limba engleză la Londra (1989-1990), precum și de arheologie biblică la Institutul de Arheologie Biblică din Tantur - Ierusalim (1990-1991). Între anii 1990-1991, a predat Istoria Bisericii Universale la Institutul Teologic „Saint Serge" din Paris. 

## Arhiereu-Vicar al Episcopiei Râmnicului
La data de 6 septembrie 1991
, prin hotărârea și votul Sfântului Sinod, arhimandritul prof. dr. Irineu Popa a fost ales ca Arhiereu-Vicar al Episcopiei Râmnicului cu titlul „Slătineanul”. A fost recunoscut ca arhiereu prin Decretul nr.77 din 6 septembrie 1991 al Președintelui României, fiind hirotonit întru arhierie la 6 octombrie 1991. L-a ajutat în conducerea Eparhiei Râmnicului pe PS Episcop Gherasim Cristea, care era în vârstă. Începând din anul 2000, este referent pentru manuale de religie din cadrul Comisiei teologice și liturgice a Sf. Sinod, iar din 2003, este secretar al Comisiei speciale pentru canonizarea sfinților români, din cadrul Sf. Sinod.
PS Irineu a participat activ la diferite simpozioane și întruniri ecumenice în țară și peste hotare, dintre care menționăm următoarele: Congresul liturgic al Institutului Teologic „Saint Serge“ din Paris (12-19 iunie 1986), Colocviul internațional „Ortodoxia și frumusețile ei într-o lume secularizată“ (Bossey, Elveția, 17-24 aprilie 1987), Colocviul științific „Rolul religiei în cultura și civilizația popoarelor“, organizat de Institutul Mondial al Religiilor din Paris (5-8 martie 1988), Simpozionul „Rolul Sfântului Nicodim în monahismul românesc“ (Mănăstirea Tismana, 23 septembrie 2006), Colocviul „Toward Jerusalem Concil Two“ (TJC II) - „Spre al doilea sinod de la Ierusalim“ (Mănăstirea Sâmbăta de Sus, 16-19 octombrie 2006) ș.a.
Începând din anul 1991 a predat la Facultatea de Teologie a Universității din Craiova, ca profesor suplinitor la Catedra de Istoria culturii și civilizației bizantine (1991-1994), venit prin transfer de la Institutul "Saint Serge" din Paris, apoi ca profesor de Teologie Dogmatică și Morală (1994-1997), profesor titular la Catedra de Teologie Dogmatică (din 1997), șef al Catedrei de Sistematico-Practice (2004-2008) și decan al Facultății de Teologie Ortodoxă din cadrul aceleiași instituții (din 24 ianuarie 2008). În perioada 1999-2001, a activat pe postul de profesor de teologie morală la Facultatea de Teologie „Andrei Șaguna“ din Sibiu. PS Irineu este autorul a numeroase cărți, studii, articole și traduceri. 
În perioada 2002-2005, PS Irineu a urmat cursuri doctorale la Facultatea de Drept „Nicolae Titulescu“ din Craiova, obținând în anul 2005 titlul de doctor în drept civil, cu teza Raportul dintre preceptele morale creștine și normele juridice, elaborată sub coordonarea științifică a Acad. Prof. Dr. Ion Dogaru și care a obținut calificativul "magna cum laude".
La data de 5 martie 2008, PS Irineu Slătineanul a candidat, alături de PS Visarion Rășinăreanul, pentru ocuparea scaunului vacant de episcop al Tulcei. A obținut doar 6 voturi din cele 45 de voturi exprimate de către membrii Sfântului Sinod al Bisericii Ortodoxe Române, față de PS Visarion care a primit 39 de voturi și care a fost ales ca episcop al Tulcei.
Cărturar de o mare discreție și modestie, PS Irineu a deținut funcția de președinte executiv al Forumului Cultural al Râmnicului.

## Mitropolit al Olteniei
La data de 8 iulie 2008, PS Irineu Slătineanul, arhiereu vicar al Episcopiei Râmnicului, a fost ales de către Sf. Sinod al Bisericii Ortodoxe Române în funcția de Arhiepiscop al Craiovei și Mitropolit al Olteniei în locul Înalt Preasfințitului Teofan Savu, din al doilea tur de scrutin, cu 24 de voturi pentru (la lucrările Sfântului Sinod fiind prezenți 47 din cei 52 de membri) . Contracandidatul său a fost PS Vincențiu Ploieșteanul, episcop-vicar patriarhal, care a obținut 22 voturi, unul dintre voturi fiind anulat.
La data de 27 iulie 2008, în Catedrala mitropolitană „Sfântul Dumitru - Izvorâtorul de mir“ din Craiova, a fost întronizat în demnitatea de Mitropolit al Olteniei de către Patriarhul Daniel, care a ocupat până atunci poziția interimară de Mitropolit al Olteniei.
Au participat la acest eveniment președintele României, Traian Băsescu, președintele PSD, Mircea Geoană, reprezentanți ai autorităților centrale și locale, precum și membri ai Sfântului Sinod al Bisericii Ortodoxe Române (mitropoliții Teofan Savu, Laurențiu Streza, Petru Păduraru și Iosif Pop, arhiepiscopul Teodosie Petrescu și episcopii de atunci Gherasim Cristea, Timotei Seviciu, Nicodim Nicolaescu, Sebastian Pașcanu, Lucian Mic, Ambrozie Meleacă, Gurie Georgiu, Paisie Gheorghe și Ioachim Giosanu.

## Opera

### Cărți
- La Personne et la communion des personnes dans la théologie de Saint Basile le Grand (Thèse pour doctorat) (Paris, 1991)
- Un mistic al vremurilor noastre: Sfântul Calinic al Râmnicului (Rm. Vâlcea, 1993)
- Oglinda inimii (Rm. Vâlcea, 1994)
- Convorbiri despre Sfânta Spovedanie (Ed. Ramida, București, 1996)
- Antim Ivireanul, învățător, scriitor, personaj (Ed. Ramida, 1997) - împreună cu Mihail Rădulescu
- Preoți în cătușe (Ed. Ramida, București, 1997)
- Mistica rugăciunii inimii (București, 1998)
- Experiențe mistice la Părinții orientali (Ed. Universitaria, București, 1998)
- Înger în trup și om dumnezeiesc. Sfântul Ioan Gură de Aur despre Sfântul Apostol Pavel (București, 1998)
- Iisus Hristos sau Logosul înomenit (Ed. România Creștină, București)
- Omul - ființă spre îndumnezeire (Ed. Arhiepiscopiei de Alba Iulia, Alba-Iulia, 2000)
- În duhul Sfințeniei lui Hristos (Ed. Universitaria, Craiova, 2001)
- L’Église communion des hommes dans la Sainte Trinité (Ed. Universitaria, Craiova, 2003)
- Le Mystère de la Sainte Trinité dans la communion des Personnes (Ed. Universitaria, Craiova, 2003)

### Traduceri
- Antonie de Suroj - Școala rugăciunii. Introducere și traducere din engleză (Ed. Adonai, București, 1994)
- John Dunlop - Starețul Ambrozie de la Optina. Introducere și traducere din engleză și rusă (Ed. Adonai, București, 1994)
- Starețul Sofronie - Mistica vederii lui Dumnezeu. Introducere și traducere din rusă și franceză (Ed. Adonai, București, 1995)
- Paul Evdokimov - Ortodoxia. Introducere și traducere din limba franceză (Ed. Institutului Biblic și de Misiune al Bisericii Ortodoxe Române, București, 1996)
- Sf. Ioan Gură de Aur - Omilii și cuvântări. Introducere și traducere din greacă (Ed. Episcopiei Râmnicului, Rm. Vâlcea, 1995)
- Sf. Ioan Gură de Aur - Din ospățul Stăpânului. Cuvântări și discursuri. Traducere din limba greacă (Ed. Adonai, București, 1995)
- Sf. Ioan Gură de Aur - Dascălul pocăinței. Cuvântări despre pocăință. Introducere și traducere din greacă (Ed. Episcopiei Râmnicului, Rm. Vâlcea, 1996)